# Edward Natapei

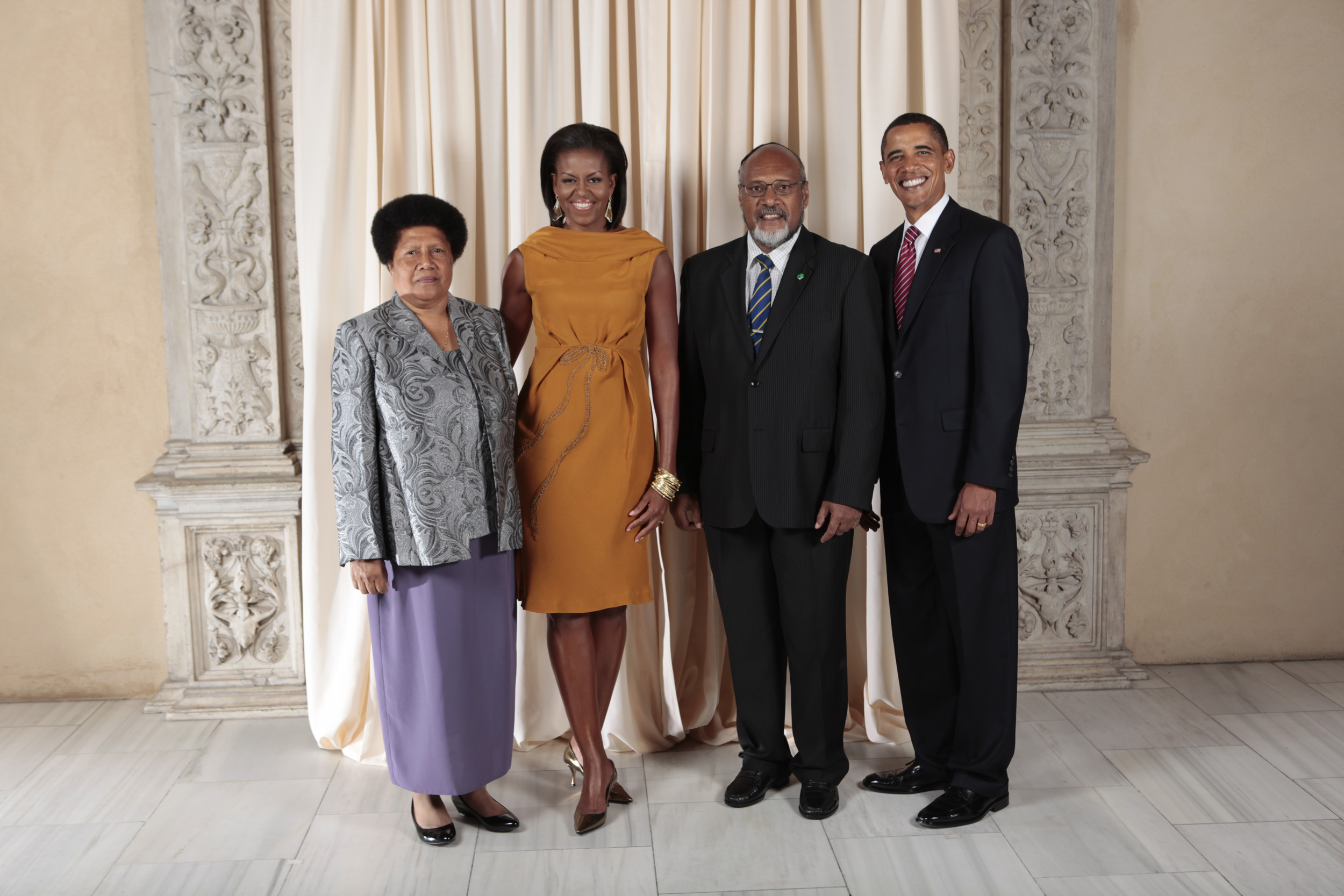
Natapei e sua esposa Leipaki Natapei ao lado de Barack Obama e Michelle Obama durante visita a Nova York em 2009.

Edward Nipake Natapei Tuta Fanua`araki (17 de julho de 1954 - 28 de julho de 2015) foi um político de Vanuatu. Ele foi eleito Primeiro-ministro de Vanuatu em duas ocasiões distintas por dois mandatos separados, e foi anteriormente Ministro de Relações Exteriores brevemente em 1991, Presidente em exercício de Vanuatu de 2 de março de 1999 a 24 de março de 1999 (durante um período em que ele era o Presidente do Parlamento) e Vice-Primeiro Ministro. Ele foi o Presidente da Vanua'aku Pati, um partido político socialista e anglófono.